# Кровавая шутка (фильм)
«Кровавая шутка» (Убийцы в клоунских масках) — кинофильм.
Один из первых фильмов с участием Джона Кэнди. Исполнительным продюсером был Стивен Стон, который позже участвовал в съёмках сериала Degrassi: The Next Generation.

## Сюжет
Четверо друзей надевают клоунские костюмы и похищают свою бывшую знакомую незадолго перед Хэллоуином. Но когда невинные шутки приводят к смерти, друзья понимают, что один из них замешан в убийствах.